# Apamea inebriata
Apamea inebriata är en fjärilsart som beskrevs av Ferguson 1977. Apamea inebriata ingår i släktet Apamea och familjen nattflyn. Inga underarter finns listade i Catalogue of Life.